# Hjalteyri
Hjalteyri is een plaatsje in het noorden van IJsland in de regio Norðurland eystra. Hjalteyri heeft 43 inwoners en is daarmee de grootste plaats in de gemeente Arnarneshreppur.
Hjalteyri ligt aan de westelijke oever van de Eyjafjörður en is een van de belangrijkste vissershavens in de regio. Zo is het bedrijf Fiskey hier oorspronkelijk begonnen.

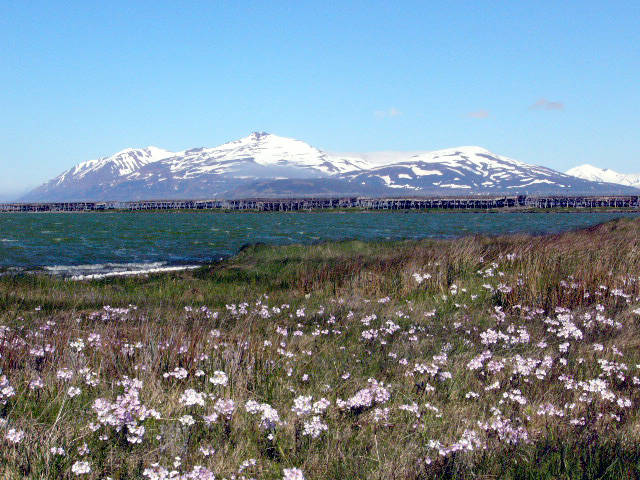
Uitzicht bij Hjalteyri
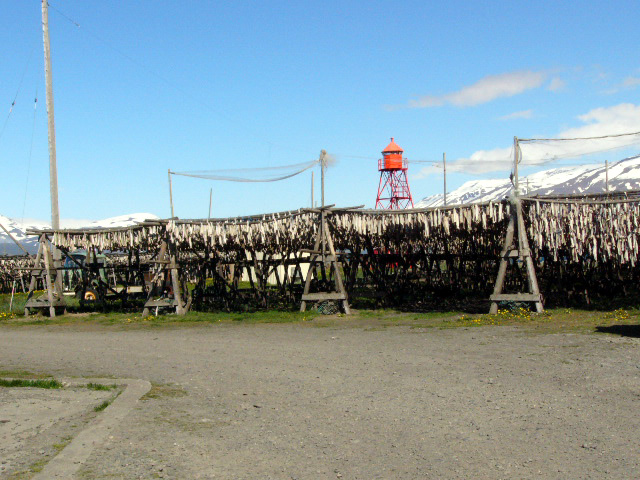
Het drogen van de vis in Hjalteyri